# Eldorado, São Paulo
Eldorado är en ort i Brasilien.   Den ligger i kommunen Eldorado och delstaten São Paulo, i den södra delen av landet, 1 000 km söder om huvudstaden Brasília. Eldorado ligger 34 meter över havet och antalet invånare är 14 645.
Terrängen runt Eldorado är varierad. Det finns inga andra samhällen i närheten.
I omgivningarna runt Eldorado växer i huvudsak städsegrön lövskog. Runt Eldorado är det ganska tätbefolkat, med 65 invånare per kvadratkilometer.